# Karabin Steyr AUG
Steyr AUG-77 (AUG – niem. Armee Universal Gewehr) (inna nazwa StG 77 – niem. Sturmgewehr 77) – austriacki uniwersalny karabin wojskowy zaprojektowany i produkowany od 1978 roku w firmie Steyr-Daimler-Puch – zakład Steyr-Mannlicher GmbH und Com. KG. w Kleinraming. Zbudowany w układzie bullpup.

## Historia
W 1977 roku w austriackich zakładach zbrojeniowych Steyr-Mannlicher zaprojektowano uniwersalny karabin wojskowy, którego produkcję rozpoczęto w 1978 roku. Karabin ten występuje w czterech zasadniczych wersjach, różniących się w zasadzie tylko długością lufy, w zależności od tego ma on różne przeznaczenie:
- ręczny karabin maszynowy (długość lufy – 621 mm)
- karabin szturmowy (długość lufy – 508 mm)
- karabinek szturmowy (długość lufy – 407 mm)
- subkarabinek (długość lufy – 350 mm)

AUG jest zasilany amunicją: 5,56 × 45 mm (nabój standardowy NATO).

## Wersje
W zależności od wersji karabin ten jest wyposażony w odłączalny dwójnóg do ręcznego karabinu maszynowego, bagnet, wspornik do instalowania celownika optycznego, laserowego lub noktowizyjnego. Istnieje również możliwość podłączenia do niego granatnika M203.

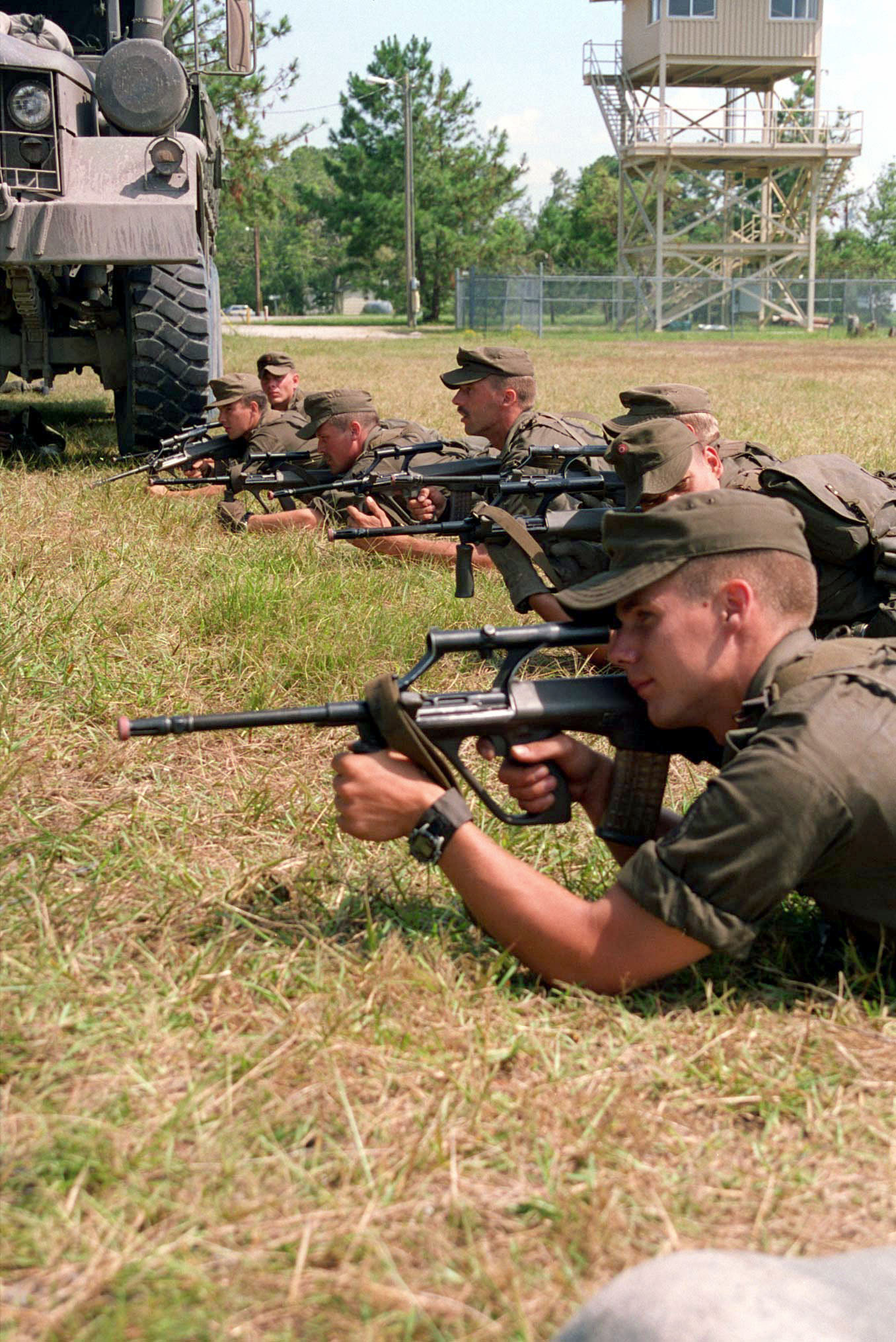
Żołnierze Bundesheer z karabinami Steyr AUG (1996)

## Miejsca produkcji
Karabin ten produkowany jest także na licencji w zakładach ADI Limited w Australii i w zakładach National Aerospace and Defense Industries w Malezji. W 2005 roku głównym producentem karabinu stały się zakłady w Malezji (uzyskały prawa do eksportu karabinu AUG).

Steyr AUG A3

## Kraje które używały karabinka
Karabin Steyr AUG-77 jest użytkowany w armiach: Austrii, Luksemburga, Nowej Zelandii, Irlandii, Nigerii, Maroka, Ekwadoru, Kamerunu, Boliwii, Tunezji, Omanu, Malezji, Arabii Saudyjskiej a także w jednostkach specjalnych SAS armii brytyjskiej. Na jego bazie wyprodukowano także karabin Austeyr używany przez armię Australii.

## AUG-77 a AUG-P
Karabin AUG-77 stał się podstawą do opracowania pistoletu maszynowego AUG-P kalibru 9 × 19 mm Parabellum.